# Skillet Glacier
Der Skillet Glacier ist ein Gletscher in der Teton Range im Grand-Teton-Nationalpark im Westen des US-Bundesstaates Wyoming. Der Gletscher liegt an der Ostseite des Mount Moran im Norden der Bergkette und ist aufgrund seiner Lage von weiten Teilen Jackson Holes aus leicht zu sehen. Der obere Teil des Gletschers ist lang und schmal, auf halber Höhe verbreitert er sich abrupt in eine größere Fläche, was ihm die Form einer Pfanne (engl.: Skillet) verleiht, daher der Name. Der Gletscher ist einer von elf verbliebenen Gletschern der Teton Range und neben den Triple Glaciers und dem Falling Ice Glacier einer von fünf Gletschern auf dem Mount Moran. Der Gletscher entwässert sich in den Trapper Lake und über den Bearpaw Lake in den Jackson Lake und später in den Snake River. Bergsteiger betrachten die Skillet Glacier Route als die schnellste und eine der einfachsten Möglichkeiten, den Mount Moran zu besteigen. Über diese Route gelang im Jahr 1922 auch die Erstbesteigung des Mount Moran. Am 21. November 1950 stürzte eine DC-3 in die Ostflanke des Mount Moran nahe dem Skillet Glacier und tötete alle 21 Passagiere an Bord. Die Überreste der Passagiere und des Flugzeugs liegen noch heute auf dem Berg.

## Belege
1. ↑  Geonames: Skillet Glacier. Abgerufen am 24. Juni 2021.
2. ↑  Naturalatlas: Skillet Glacier. Abgerufen am 24. Juni 2021 (englisch).
3. ↑  National Park Service: Glaciers & Glacial Features - Grand Teton National Park (U.S. National Park Service). Abgerufen am 24. Juni 2021 (englisch).
4. ↑  Summitpost: Mount Moran : Climbing, Hiking & Mountaineering. Abgerufen am 24. Juni 2021.
5. ↑  Mt Moran DC-3 N74586. Abgerufen am 24. Juni 2021.